# Claës Ivar Wollin
Claës Ivar Hjalmar Edmund Wollin, född 8 oktober 1918 i Karlskrona, död 16 juli 1999 i Stockholm, var en svensk diplomat.

## Biografi
Wollin var son till kapten Ivar Wollin och Florence Hill. Han tog juris kandidatexamen i Stockholm 1942 innan han blev attaché vid Utrikesdepartementet (UD) 1943. Wollin tjänstgjorde i Helsingfors 1944, Köpenhamn 1946 och tjänstgjorde i vid Sveriges ständiga FN-delegation i New York 1948–1951. Wollin tjänstgjorde vid UD 1951–1955, i Paris 1955–1957 och i Prag 1957–1960. Han var ambassadråd i Köpenhamn 1960, byråchef vid UD 1961–1965 och utrikesråd 1965. Wollin var därefter ambassadör i Beirut, jämväl i Amman, Damaskus, Jeddah och Nicosia 1965–1969, Warszawa 1969–1976, Wien 1976–1981 och Köpenhamn 1981–1984.
Wollin gifte sig 1943 med Christina Gyllenswärd (född 1920), dotter till justitierådet Ragnar Gyllenswärd och grevinnan Anna Posse.

## Utmärkelser
- Kommendör av Nordstjärneorden, 18 november 1971.[3]